# IPhone 12 Pro
Das iPhone 12 Pro ist ein Smartphone aus der iPhone-Reihe des US-amerikanischen Unternehmens Apple. Es ist der Nachfolger des iPhone 11 Pro und wurde von Apple-CEO Tim Cook im Apple Park gemeinsam mit dem kostengünstigeren iPhone 12 am 13. Oktober 2020 erstmals der Öffentlichkeit vorgestellt. Es ist vor allem durch sein eckiges Design sowie die drei Hauptkameras gut von anderen iPhone-Modellen unterscheidbar. Das iPhone 12 Pro gibt es auch als Phablet mit größerem Display in der Ausführung iPhone 12 Pro Max. Als Prozessor kommt Apples eigener System-on-a-Chip (SoC) Apple A14 Bionic zum Einsatz. Die Vorbestellungsphase für das iPhone 12 Pro begann am 16. Oktober 2020, die Auslieferung an Kunden startete am 23. Oktober 2020. Die Vorbestellung des iPhone 12 Pro Max war ab dem 6. November 2020 möglich, die Auslieferung startete am 13. November 2020.
Das iPhone 12 Pro ist Apples erstes Gerät mit 5G. Erstmals bei einem iPhone verzichtet Apple im Lieferumfang angeblich aus Umweltgründen auf ein Ladegerät sowie EarPods.
Mit der Vorstellung des Nachfolgers iPhone 13 Pro wurde das iPhone 12 Pro aus dem Programm genommen.

## Design
Die auffälligste Neuerung des iPhone 12 Pro ist das Design. Erstmals seit dem iPhone 6 ist der Rahmen des Smartphones nicht mehr abgerundet, sondern flach und kantig. Das Design ist an das iPad Pro und das neu vorgestellte iPad Air 4 angelehnt. Auch die Displaygröße ist im Vergleich zum Vorjahr etwas angewachsen. Das iPhone 12 Pro besitzt nun ein 6,1″ statt ein 5,8″ großes Display. Die Screen-to-Body-Ratio beträgt 86,93 %.
Das iPhone 12 Pro gibt es in vier verschiedenen Farbvarianten mit den Bezeichnungen Gold (engl. Gold), Graphit (engl. Graphite), Silber (engl. Silver) und Pazifikblau (engl. Pacific Blue). Die mit dem iPhone 11 Pro eingeführte Farbe Nachtgrün (engl. Midnight Green) wurde nach einem Jahr wieder aus dem Programm genommen. Auf der Vorderseite gibt es weiterhin eine Notch, in der neben dem Hörer zum Telefonieren auch die Komponenten für Face ID und die Frontkamera verbaut sind. Auf der Rückseite haben die Geräte jeweils drei Kameralinsen und einen LiDAR-Scanner. Die Größe des sog. „Kamera-Buckels“ hat sich dadurch jedoch nicht verändert. Das Apple-Logo auf der Rückseite befindet sich weiterhin mittig, auch gibt es weiterhin keine Schrift mehr auf der Rückseite. Die Rückseite besteht wie beim Vorgänger weiterhin aus Glas, um induktives Laden zu ermöglichen. Das Glas im Kameragehäuse ist glänzend, das der restlichen Rückseite matt. Alle vier Ecken sind abgerundet. Das iPhone 12 Pro ist außen 146,7 mm hoch, 71,5 mm breit, 7,4 mm tief und wiegt 187 g.
Der Rahmen des iPhone 12 Pro besteht aus Edelstahl. Bei den Farben Graphit, Silber und Pazifikblau verwendet Apple wie üblich das physikalische Aufdampfverfahren. Beim Rahmen des goldenen iPhone 12 Pro verwendet Apple hingegen ein spezielles Hochleistungs-Impulsmagnetron-Sputterverfahren (HiPIMS). Dabei wird die Beschichtung in einem sehr dichten Muster auf den Edelstahlrahmen aufgetragen. Dadurch wird die Beschichtung nicht nur haltbarer, sondern auch resistenter gegenüber Fingerabdrücken.
In der Rückseite ist zusätzlich, ähnlich dem iPad Pro und iPad Air 4, ein Magnetring verbaut, mit dem es möglich ist, verschiedene Accessoires zu nutzen, wie zum Beispiel das neue MagSafe-Ladegerät, mit dem das iPhone 12 Pro kabellos mit 15 W geladen werden kann.
Der Schacht für die SIM-Karte befindet sich nun nicht mehr mittig auf der rechten Seite des Rahmens, sondern im linken unteren Bereich.
Für den mmWave-5G-Support hat Apple die amerikanische Variante des iPhone 12 Pro mit einer zusätzlichen Antenne ausgestattet. Diese befindet sich im rechten Rahmen. Bei europäischen Modellen fehlt die mmWave-Antenne hingegen.
Das iPhone 12 Pro ist nach IEC-Norm 60529 unter IP68 klassifiziert und damit bis zu 30 min in einer Wassertiefe von bis zu 6 m vor Eindringen von Wasser geschützt. Apple übernimmt weiterhin keine Garantie für Wasserschäden.

## Technische Daten
Neben einem veränderten Design bietet das iPhone 12 Pro auch einige technische Neuerungen. Die wichtigsten Neuerungen sind:

### 5G
Das iPhone 12 Pro verfügt als erstes iPhone über 5G-Konnektivität. Während das iPhone 12 Pro in den USA auf die Frequenzbereiche FR1 (Sub-6-GHz) und FR2 (mmWave) zurückgreifen kann, verzichtet Apple bei iPhones außerhalb der USA auf den Frequenzbereich FR2. Im mmWave-Bereich sind mit dem iPhone 12 Pro Geschwindigkeiten bis zu 2 Gbit/s möglich, im Sub-6-GHz-Netz liegen die Geschwindigkeiten im Bereich von LTE. Erste Tests ergaben, dass die Batterielaufzeit durch die Nutzung von 5G um bis zu zwei Stunden kürzer ausfällt. Aus diesem Grund hat Apple einen sogenannten „Smart-Data-Modus“ in iOS integriert, welcher je nach Bedarf intelligent zwischen 5G und LTE wechselt und so den Akku schont. Mit 5G ist es erstmals möglich, iOS-Updates über das Mobilfunknetz zu laden. Als Modem kommt Qualcomms X55 zum Einsatz, welcher im 7-nm-Prozess gefertigt wird.
Über 5G sind zudem erstmals FaceTime-Anrufe in FullHD über das Mobilfunknetz möglich.

### Display
Das neue 6,1″-Display hat eine Auflösung von 2532 × 1170 Pixeln, was einer Pixeldichte von 460 ppi entspricht. Sie liegt damit leicht über der des iPhone 11 Pro (458 ppi). Die Bildwiederholrate beträgt, wie bei bisherigen iPhones üblich, 60 Hz. Es unterstützt die Ausgabe von HDR-Inhalten und besitzt den P3-Farbraum. Das typische Kontrastverhältnis beträgt 2.000.000:1. Die maximale typische Helligkeit beträgt 800 Nits. Die maximale Helligkeit von 1200 Nits wird nur bei der Wiedergabe von HDR und im automatischen Helligkeitsmodus unterstützt. Diese Helligkeit kann nicht vom Nutzer eingestellt werden. Zudem bietet das Display Unterstützung für True Tone. Geschützt ist das Display durch ein „Ceramic Shield“. Dabei handelt es sich um einen Glas-Keramik-Mix, den Apple in enger Zusammenarbeit mit Corning entwickelt hat. Das Display soll dadurch bei Stürzen bis zu vier Mal besser geschützt werden. Produziert werden die Displays von Samsung, LG und BOE.

### Prozessor
Apple verwendet im iPhone 12 Pro den bereits aus dem iPad Air 4 bekannten A14-Bionic-System-on-a-Chip. Apple setzt bei der Produktion als erster Hersteller auf das 5-nm-Verfahren. Die Größe des Arbeitsspeichers beträgt 6 GB LPDDR4X, die verfügbaren Speichergrößen sind 128 GB, 256 GB und 512 GB.

### Kameras
Auch die Kameras hat Apple im Vergleich zum Vorgänger noch einmal verbessert.
Das iPhone 12 Pro besitzt wie das iPhone 11 Pro eine 12-Megapixel-Dreifach-Kamera mit einem Ultraweitwinkel‑, Weitwinkel- und Teleobjektiv. Das Ultraweitwinkel-Objektiv hat eine Offenblende von ƒ/2,4 und ein 120°-Sichtfeld, das Teleobjektiv eine Offenblende von ƒ/2,0. Das Weitwinkel-Objektiv hat eine maximale Offenblende von ƒ/1,6, die Größe der Pixel beträgt wie beim Vorgänger 1,4 μm. Die Blende ist damit im Vergleich zu der des iPhone 11 Pro (ƒ/1,8) etwas größer und lässt 27 Prozent mehr Licht in die Linse. Dadurch ist bei Fotos ein bis zu 2-facher optischer und 10-facher digitaler Zoom, bei Videos ein 2-facher optischer und 5-facher digitaler Zoom möglich. Weitwinkel- und Teleobjektiv verfügen zudem über optische Bildstabilisierung, beim Ultraweitwinkelobjektiv ist diese weiterhin nicht vorhanden. Zusätzlich verfügt das iPhone 12 Pro über einen LiDAR-Sensor, welcher, ähnlich einem Time-of-Flight-Sensor, genauere Tiefeninformationen für AR liefert.
Der Nachtmodus wurde auf die Ultraweitwinkelkamera ausgeweitet, sodass nun alle Kameras über den Nachtmodus verfügen. Dieser funktioniert nun dank des LiDAR-Sensors auch bei Porträt-Aufnahmen sowie Zeitrafferaufnahmen. Die maximale Videoauflösung beträgt weiterhin 4K mit 60 fps. Erstmals bei einem mobilen Endgerät können Videos mit HDR und Dolby Vision aufgenommen werden. Apples Rohdatenformat ProRAW ermöglicht die präzise Bildnachbearbeitung für die Farbkorrektur und den Weißabgleich.
Die Frontkamera nimmt weiterhin mit 12 Megapixel auf, unterstützt jetzt aber auch den von der Rückkamera bekannten Nachtmodus sowie Deep Fusion. Auch die Frontkamera unterstützt HDR-Videoaufnahmen mit Dolby Vision, jedoch nur mit bis zu 30 fps.

### Akku und MagSafe
Der Akku besitzt eine Kapazität von 2.815 mAh und ist damit rund 7 % kleiner als beim Vorgänger. Dennoch liegt die Laufzeit auf dem Niveau des iPhone 11 Pro, was auf die gesteigerte Effizienz des A14-Bionic zurückzuführen ist. Der Akku unterstützt Schnellladen und kann über den Lightning-Anschluss mit einem entsprechenden Netzteil in 30 min auf 50 % seiner Kapazität geladen werden. Wie üblich kann der Akku nicht durch den Nutzer gewechselt werden.
Alternativ kann das iPhone 12 Pro auch mit jedem Qi-Ladegerät mit 7,5 W kabellos geladen werden. Mit dem neu eingeführten MagSafe-Ladegerät kann das iPhone 12 Pro mit 15 W geladen werden, wenn ein Netzteil mit 9 V/2,22 A (20 W Power Delivery 3.0) verwendet wird, wie u. a. das 20-W-Netzteil von Apple.
Apple warnt vor der Störung von Medizinprodukten durch iPhone und MagSafe-Zubehör und weist explizit auf die Gefahren für Herzschrittmacher und Defibrillatoren hin. Neben der Rücksprache mit einem Arzt und dem Hersteller des Medizinprodukts empfiehlt Apple einen Abstand von mehr als 15 cm zu Herzschrittmacher oder Defibrillator. Während des Ladevorgangs empfiehlt Apple einen Abstand von mehr als 30 cm. Die Detroiter Kardiologen Greenberg, Altawill und Singh haben bestätigt, dass ein iPhone 12 die lebensrettende Schockfunktion von Defibrillatoren deaktivieren kann, wenn das iPhone bspw. in der Brusttasche in der Nähe des Defibrillators getragen wird.

### WLAN
Das iPhone 12 Pro unterstützt WPA3 als Weiterentwicklung von WPA2 sowie Wi-Fi 6.

## iPhone 12 Pro Max
Die technischen Spezifikationen des iPhone 12 Pro Max stimmen mit denen des iPhone 12 Pro weitgehend überein. Die Unterschiede sind:
- Es hat eine größere Bildschirmdiagonale von 6,7″ mit einer Auflösung von 1284 x 2778 Pixel (entspricht 458 ppi). Die Screen-to-Body-Ratio beträgt 87,45 %.[5]
- Die Gehäuseabmessungen (H × B × T) betragen 160,8 mm × 78,1 mm × 7,4 mm. Das Gewicht beträgt 226 g.
- Die Akkulaufzeit ist länger als beim iPhone 12 Pro. Nach Angaben von Apple ist sie bis zu drei Stunden länger bei der Video- sowie bis zu 15 Stunden länger bei der Musikwiedergabe. Der Akku hat eine Kapazität von 3.687 mAh.[17] Sie ist damit rund 7 % geringer als beim iPhone 11 Pro Max.
- Die Kamera ist etwas fortschrittlicher. Das iPhone 12 Pro Max besitzt gegenüber dem iPhone 12 Pro einen 47 Prozent größeren Sensor. Die Größe der Pixel beträgt 1,7 μm. Die Telekamera setzt auf ein 65-mm-Objektiv. Dadurch ist bei Fotos ein bis zu 2,5-facher optischer und 12-facher digitaler Zoom, bei Videos ein 2,5-facher optischer und 6-facher digitaler Zoom möglich. Die neue OIS stabilisiert erstmals den kompletten Sensor und nicht nur das Objektiv.

## Umwelt
Das iPhone 12 Pro hat einen CO2-Fußabdruck von 82 kg (bei der geringsten Speicherkapazität von 128 GB), was 6 kg mehr entspricht als beim iPhone 11 Pro (bei der geringsten Speicherkapazität von 64 GB). Die CO2-Bilanz bei 256 GB und 512 GB Speicherkapazität ist identisch geblieben (93 bzw. 107 kg).
Das iPhone 12 Pro Max hat einen CO2-Fußabdruck von 86 kg (128 GB), was ebenfalls einer Steigerung von 6 kg gegenüber dem iPhone 11 Pro Max entspricht (64 GB). Bei den Speicherkapazitäten von 256 GB und 512 GB konnte jeweils ein Kilogramm eingespart werden (96 kg bzw. 110 kg).
86 % und 82 % aller Emissionen, die durch die Herstellung des iPhone 12 Pro bzw. des iPhone 12 Pro Max freigesetzt werden, werden durch die Geräteproduktion und die Nutzung der Primärressourcen verursacht. Die verbleibenden Emissionen werden durch Erstverwendung, Transport und Verarbeitung am Ende der Lebensdauer freigesetzt.

## Verfügbarkeit
Zur Markteinführung 2020 kostete das iPhone 12 Pro 1149 € für 128 GB Speicher, 1269 € für 256 GB und 1499 € für 512 GB. Das iPhone 12 Pro Max kostete jeweils 100 € mehr, also 1249 € für 128 GB Speicher, 1369 € für 256 GB und 1599 € für 512 GB. Damit hat das iPhone 12 Pro den gleichen Einstiegspreis wie das iPhone 11 Pro, aber mit doppelt so viel Speicher. Die größeren Speichervarianten sind jeweils 50 € günstiger.
Mit der Veröffentlichung des iPhone 13 Pro und iPhone 13 Pro Max am 14. September 2021 wurde der Verkauf des iPhone 12 Pro und iPhone 12 Pro Max eingestellt.
| Modell            | Speicher | 16. Oktober 2020  | 6. November 2020  |
| ----------------- | -------- | ----------------- | ----------------- |
| iPhone 12 Pro     | 128 GB   | 1.149 € (1.371 €) | 1.149 € (1.371 €) |
| iPhone 12 Pro     | 256 GB   | 1.269 € (1.514 €) | 1.269 € (1.514 €) |
| iPhone 12 Pro     | 512 GB   | 1.499 € (1.788 €) | 1.499 € (1.788 €) |
| iPhone 12 Pro Max | 128 GB   | —                 | 1.249 € (1.490 €) |
| iPhone 12 Pro Max | 256 GB   | —                 | 1.369 € (1.633 €) |
| iPhone 12 Pro Max | 512 GB   | —                 | 1.599 € (1.907 €) |

## Trivia
- Aufgrund der identischen Größe von iPhone 12 und iPhone 12 Pro sind mehrere Komponenten, unter anderem das Display, zwischen beiden Geräten kompatibel.[29]
- Mit dem iPhone 12 Pro ist es erstmals möglich, einen persönlichen Hotspot im 5-GHz-WLAN einzurichten.[30]
- In Frankreich waren EarPods aufgrund einer bis Januar 2022 bestehenden Gesetzeslage im Lieferumfang enthalten.[31]